# 劉亦春
劉亦春（1919年8月24日—1997年1月14日），字迪之。籍貫湖北省雲夢縣。前中華民國憲兵少將，陸軍官校第十六期步科畢業後分發憲兵服役。歷任憲兵排長、連長、教官、參謀、組長、營長等職務。1959年晉升憲兵上校，歷任憲兵科長、大隊長、憲兵學校主任及指揮官、軍團組長、憲兵團長、情報處長等職務。1971年晉升憲兵少將並接任憲兵第202指揮部少將指揮官，與憲兵201指揮部共同負責首都台北市之衛戍任務，亦負責維持地區性警備治安與死刑執行。等。於1974年接任警備總部北部師管區副司令至1975年退伍。1997年1月14日病逝於台大醫院，享壽78歲。